# Verke
Verke (plural: verkar), även fiskeverke, är namnet på ett fast fiskeredskap som placerades i åar och smala sund. Begreppet är belagt från åtminstone 1500-talet.

De bestod av flera ’’ledarmar’’ som var långsträckta stängsel i vattnet som leder fisken fram till en mjärde eller ryssja. Ledarmarna förankrades oftast med pålar i sjöbotten. Ett annat namn för ledarm är ’’gård’’ eller ’’fiskegård’’. Flera sammanfogade och vinklade gårdar bildar en verke.
I en handskrift från 1500-talet med kartskisser över sjösystem i Sverige noterades om Väsbyån i Uppland: ’’her haffwer bönderne werker nog’’.